# Golești (Vrancea)
Golești es una comuna ubicada en el distrito de Vrancea, Rumania.

## Superficie
Posee una superficie de 12,95 kilómetros cuadrados.

## Demografía
Hasta 2021 la población era de 4885 habitantes, con una densidad de población de 377,2 habitantes por kilómetro cuadrado.